# こちらニューススタジオ
『こちらニューススタジオ』は、1978年10月2日から1979年12月まで東京12チャンネル（現・テレビ東京）で放送されていた報道番組である。近畿放送テレビ（現・KBS京都）でも自社製作番組『エリアKBS』のコーナー扱いで放送されていた。放送時間は毎週月曜 - 金曜 17:30 - 17:45 （日本標準時）。
番組は平日19:15枠の『ニュースキッド715』と統合され、『ニューストレイン出発進行』へとリニューアルした。